# (400366) 2007 VT306
(400366) 2007 VT306 es un asteroide perteneciente al cinturón de asteroides descubierto el 1 de noviembre de 2007 por el equipo del Spacewatch desde el Observatorio Nacional de Kitt Peak, Arizona, Estados Unidos.

## Designación y nombre
Designado provisionalmente como 2007 VT306.

## Características orbitales
2007 VT306 está situado a una distancia media del Sol de 2,543 ua, pudiendo alejarse hasta 2,658 ua y acercarse hasta 2,429 ua. Su excentricidad es 0,044 y la inclinación orbital 14,02 grados. Emplea 1481,97 días en completar una órbita alrededor del Sol.

## Características físicas
La magnitud absoluta de 2007 VT306 es 16,7. 